# Ernst Christl
Ernst Christl (* 31. März 1964 in München) ist ein ehemaliger deutscher Radrennfahrer und nationaler Meister im Radsport.

## Sportliche Laufbahn
Christl war im Straßenradsport aktiv. Er war Teilnehmer der Olympischen Sommerspiele 1988 in Seoul. Dort startete er im Mannschaftszeitfahren. Der Straßenvierer des Bundes Deutscher Radfahrer belegte mit Ernst Christl, Bernd Gröne, Rajmund Lehnert und Remig Stumpf den 6. Platz.
Mit seinem Verein RSG Nürnberg gewann er mit Remig Stumpf, Werner Stauff und Werner Wüller im Olympiajahr die nationale Meisterschaft im Mannschaftszeitfahren. 1982 wurde er hinter Helmut Wechselberger Zweiter der Niedersachsen-Rundfahrt und gewann eine Etappe. In der Internationalen Friedensfahrt startete er 1989 und wurde 13. der Gesamtwertung. Christl bestritt für die Nationalmannschaft weitere Etappenrennen wie die Luxemburg-Rundfahrt, die Österreich-Rundfahrt 1985 und den Giro delle Regioni (8. Platz). 1986 startete er bei den UCI-Straßen-Weltmeisterschaften im Mannschaftszeitfahren und kam mit Remig Stumpf, Hartmut Bölts und Thomas Freienstein auf den 4. Platz.